# Сатклифф, Филип
Фи́лип Са́тклифф (англ. Philip Sutcliffe; род. 10 ноября 1959) — ирландский боксёр, представитель легчайшей и наилегчайшей весовых категорий. Выступал за сборную Ирландии по боксу в 1970-х и 1980-х годах, дважды бронзовый призёр чемпионатов Европы, победитель ирландских национальных первенств, участник двух летних Олимпийских игр.

## Биография
Филип Сатклифф родился 10 ноября 1959 года. Проходил подготовку в боксёрском клубе «Дримна» в Дублине.
Первого серьёзного успеха в боксе добился в сезоне 1977 года, когда одержал победу на чемпионате Ирландии в зачёте первой наилегчайшей весовой категории. Попав в основной состав ирландской национальной сборной, побывал на чемпионате Европы в Галле, откуда привёз награду бронзового достоинства — на стадии полуфиналов был остановлен поляком Хенриком Средницким. Принял участие в матчевых встречах со сборными Англии, Венгрии и США.
В 1978 году вновь был лучшим в зачёте ирландского национального первенства, выиграв в финале наилегчайшего веса у Хью Расселла.
В 1979 году боксировал уже в легчайшем весе и на чемпионате Ирландии стал вторым. Выступил на европейском первенстве в Кёльне, где вновь получил бронзу — на сей раз в полуфинале уступил советскому боксёру Николаю Храпцову.
Благодаря череде удачных выступлений удостоился права защищать честь страны на летних Олимпийских играх 1980 года в Москве, однако уже в первом поединке категории до 54 кг со счётом 0:5 потерпел поражение от мексиканца Даниэля Сарагосы и сразу же выбыл из борьбы за медали.
В 1984 году Сатклифф отправился боксировать на Олимпийских играх в Лос-Анджелесе, но здесь так же проиграл на предварительном этапе — его победил итальянец Маурицио Стекка.
В 1985 году вновь стал чемпионом Ирландии, одолев всех оппонентов в зачёте легчайшей весовой категории.
Принимал участие в Играх доброй воли 1986 года в Москве, уступив в четвертьфинале представителю СССР Александру Артемьеву.
Его сын Филип Сатклифф младший тоже стал достаточно известным боксёром, успешно выступал и на любительском уровне, и на профессиональном.